# Еван Борн
Еван Борн (англ. Evan Bourne, справжнє ім'я Меттью Джозеф Корклан (англ. Matthew Joseph Korklan), народився 19 березня 1983 року, Сент-Луїс, Міссурі, США) — професійний американський реслер, виступає у WWE на бренді RAW. Колишній Командний Чемпіон WWE з Кофі Кінгстоном.

## AirBoom
22 серпня на RAW разом із Кофі Кінгстоном вони перемогли Отангу і Макгиллікатті, ставши новими командними чемпіонами WWE. Це був перший титул Евана у WWE. Пізніше Майкл Коул жартома назвав команду Борна і Кінгстона "AirBoom" (на честь коронних прийомів команди — Airbourne і Boom Drop). Проте, Евану ця назва припала до душі, і згодом AirBoom стала офіційною назвою команди. Пізніше, на Night of Champions (2011), команда успішно захистила титули від Міза і Р-Труфа. 
26 вересня AirBoom врятували Зака Райдера від Дольфа Зігглера та Джека Сваггера. Тієї ж ночі Борн, Кінгстон і Райдер перемогли Зігглера, Сваггера і Мейсона Райана, який, до речі, допомагав їм у цьому. Пізніше Еван і Кофі стали жертвами нападу Дольфа Зігглера і Джека Сваггера, які вимагали від них тайтл-шота. На Hell in a Cell (2011) між командами відбувся бій, у якому AirBoom здобули перемогу. Однак напади Зігглера і Сваггера не припинилися. У результаті одного з них Борн отримав травму, через що його тимчасово замінював Зак Райдер. Проте Евану довелося виступити на Vengeance (2011), щоб захистити титул, і він зробив це вельми успішно. Незабаром після цього стався інцидент із допінг-тестом: у крові Евана виявили заборонені препарати. Згідно з політикою WWE, він був змушений припинити виступи на місяць. Через відсторонення Еван пропустив одне з найвідоміших PPV — Survivor Series. Проте керівництво не позбавило його і Кофі титулу, очікуючи на повернення Евана. Реслер повернувся 5 грудня. Незабаром на PPV шоу TLC Еван разом із Кофі успішно захистили свої пояси від Прімо та Епіко, але 15 січня програли їх тим же суперникам . Після цього Еван вдруге провалив допінг-тест і, згідно з правилами компанії, був відсторонений від виступів на два місяці. Незадовго до повернення він потрапив в аварію, унаслідок чого отримав перелом ноги в чотирьох місцях. Таким чином, його повернення на ринг відкладено на невизначений термін.

## Титули та нагороди
- Dragon Gate:
  - Dragon Gate Open the Brave Gate Championship (1 раз)[1].
- Independent Wrestling Association Mid-South:
  - IWA Mid-South Light Heavyweight Championship (1 раз)[2].
  - Ted Petty Invitational (2005)[3].
- National Wrestling Alliance:
  - NWA Midwest X Division Championship (2 рази)[4].
- Ohio Valley Wrestling:
  - OVW Heavyweight Championship (1 раз)[5].
- Pro Wrestling Illustrated:
  - PWI ставить його під №63 серед 500 найкращих реслерів 2009 року [6].
- Ring of Honor:
  - ROH World Tag Team Championship (1 раз) — з Ковелл, Деніель Кристофер|Кристофером Дэниелсом[7].
- World Wrestling Entertainment:
  - Slammy Award for Best Finishing Maneuver (2008)[8].
  - Командний чемпіон WWE  — з Кофі Кінгстоном.
- Wrestling Observer Newsletter awards:
  - Wrestling Observer Newsletter awards (2008).
  - Wrestling Observer Newsletter awards (2008) Shooting Star Press.